# مقاطعة هاريسون (آيوا)
مقاطعة هاريسون (بالإنجليزية: Harrison County)‏ هي إحدى مقاطعات ولاية آيوا في الولايات المتحدة الأمريكية.